# Zuglokomotive

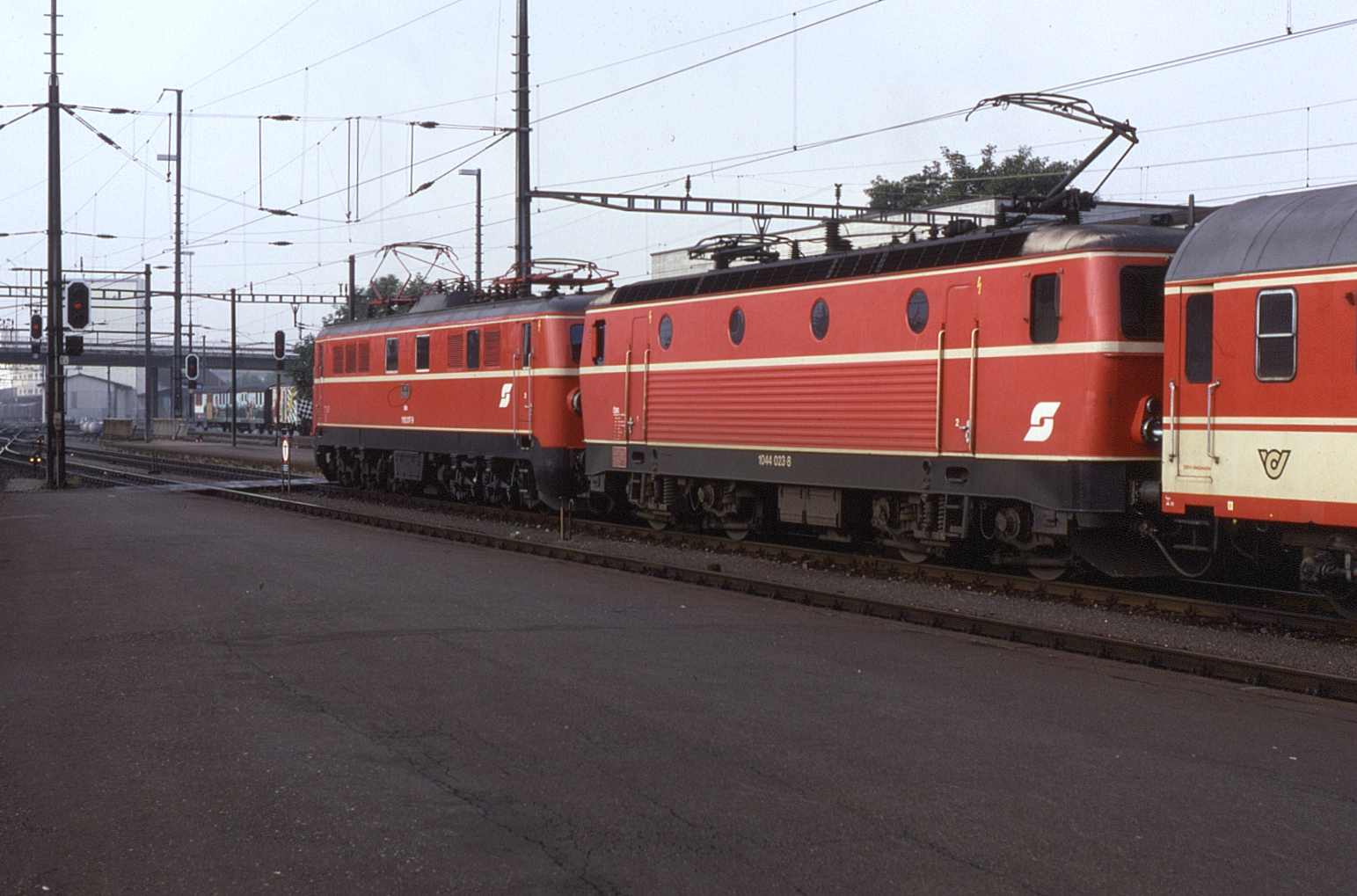
Zuglokomotive ÖBB 1044 (Mitte) unmittelbar vor dem ersten Wagen, Vorspannlokomotive 1110 (links) an der Spitze des Zugs

Die Zuglokomotive ist die Lokomotive, die den Zug zieht (Zugförderung). Man unterscheidet in:
- für die Zugfahrt planmäßig eingeteilte Lokomotive
- Lokomotive an der Spitzes eines Zugs, die sich unmittelbar vor den Wagen befindet.[Anm. 1] Eine allenfalls eingereihte Vorspannlokomotive befindet sich vor der Zuglokomotive, eine Zwischenlokomotive innerhalb des Zugverbands und eine Schiebe- oder Schlusslokomotive am Schluss des Zuges. Bei Mehrfachtraktion wird nicht nach Vorspann- und Zuglokomotive unterschieden.